# 郑港街道
郑港街道，是中华人民共和国河南省郑州市新郑市下辖的一个乡镇级行政单位。

## 行政区划
郑港街道下辖以下地区：
谷庄村、陡沟村、寺东孙村、后宋村、山石王村、胡岗村和冢刘村。